# Gisela Pino
Gisela Francisca Pino Garrido (Hualañe, Chile; 1 de septiembre de 1992) es una futbolista chilena. Juega de centrocampista y su equipo actual es el Club Universitario de Deportes de la Primera División de Perú. Es internacional absoluta por la selección de Chile.

## Trayectoria
Pino comenzó su carrera en el Colo-Colo de su país. Durante sus 13 años en el club logró muchos títulos, incluyendo la Copa Libertadores Femenina 2012.
En 2022 fichó con el Deportivo Cali de Colombia. En su primer año, ganó el premio a la mejor extranjera de la liga.
En 2023 disputará la Copa Libertadores Femenina con el Club Universitario de Deportes de Perú.
El 15 de febrero de 2024 es confirmada como nuevo refuerzo de Universidad de Chile.

## Selección nacional
Fue citada al Torneo de Repesca para la Copa Mundial Femenina de Fútbol de 2023.

## Clubes
| Club                      | País     | Año           |
| ------------------------- | -------- | ------------- |
| Colo-Colo                 | Chile    | 2008-2013     |
| Colo-Colo                 | Chile    | 2015-2021     |
| Deportivo Cali            | Colombia | 2022-2023     |
| Universitario de Deportes | Perú     | 2023          |
| Universidad de Chile      | Chile    | 2024          |
| Universitario de Deportes | Perú     | 2025-presente |

## Palmarés

### Títulos nacionales
| Título           | Club      | País  | Año           |
| ---------------- | --------- | ----- | ------------- |
| Primera División | Colo-Colo | Chile | 2010          |
| Primera División | Colo-Colo | Chile | Apertura 2011 |
| Primera División | Colo-Colo | Chile | Apertura 2012 |
| Primera División | Colo-Colo | Chile | Clausura 2012 |
| Primera División | Colo-Colo | Chile | Apertura 2013 |
| Primera División | Colo-Colo | Chile | Clausura 2013 |
| Primera División | Colo-Colo | Chile | Apertura 2015 |
| Primera División | Colo-Colo | Chile | Clausura 2016 |
| Primera División | Colo-Colo | Chile | Apertura 2017 |
| Primera División | Colo-Colo | Chile | Clausura 2017 |

### Títulos internacionales
| Título                     | Equipo    | Sede   | Año  |
| -------------------------- | --------- | ------ | ---- |
| Copa Libertadores Femenina | Colo-Colo | Brasil | 2012 |

### Distinciones individuales
| Distinción                                             | Año  |
| ------------------------------------------------------ | ---- |
| Mejor jugadora extranjera de la Liga Femenina Colombia | 2022 |